# Tirada (métrica)
Tirada es un término lingüístico usado en métrica que designa series de versos que mantienen una misma rima asonante en los cantares de gesta de la literatura española medieval. El número de versos de cada tirada es muy variable, y puede ir desde un par de versos hasta varios cientos.
Las tiradas en las que se agrupan los versos, además de compartir la asonancia como rasgo característico, suelen tener cierta unidad temática. Así, en el Cantar de mio Cid las escenas de batallas suelen estar contadas en una sola tirada.
No hay, sin embargo, ninguna ley precisa que permita conocer cuándo se cambia de rima, es decir, cuando empieza otra tirada, aunque a veces se puede usar para cambiar de escenario o para introducir las palabras de un personaje en un discurso referido o cambiar de interlocutor.

## Ejemplo
(Versos 1 a 30 del Cantar de mio Cid)
Tirada I
De los sos ojos tan fuerte mientre lorando

tornava la cabeza e estávalos catando.

Vio puertas abiertas e uços sin cañados

alcándaras vazías, sin pielles e sin mantos,

e sin falcones e sin azores mudados.

Sospiró mio Cid, ca mucho avié grandes cuidados,

fabló mio Cid, bien e tan mesurado:

—¡Grado a ti, Señor, Padre que estás en alto!

¡Esto me han buelto mios enemigos malos!—

Tirada II
Allí piensan de aguijar, allí sueltan las riendas.

A la exida de Bivar ovieron la corneja diestra

e entrando a Burgos oviéronla siniestra.

Meció mio Cid los hombros e engrameó la tiesta:

—¡Albricia, Álvar Fáñez, ca echados somos de tierra!—

Tirada III
Mio Çid Ruy Diaz por Burgos entró,

en su compaña sessaenta pendones.

Exiénlo ver mugieres e varones,

burgueses e burguesas por las finiestras son,

plorando de los ojos, tanto avién el dolor.

De las sus bocas todos dizían una razón:

—¡Dios, que buen vassalo! ¡Si oviesse buen señor!—

Tirada IV
Convidarle ien de grado, mas ninguno non osava:

el rey don Alfonso tanto avié la grand saña.

Antes de la noche en Burgos d’él entró su carta

con grand recabdo e fuerte mientre sellada,

que a mio Çid Ruy Díaz que nadi no l’ diessen posada,

e aquel que gela diesse sopiesse vera palabra,

que perderíe los averes e más los ojos de la cara,

e aun demás los cuerpos e las almas.

Grande duelo avién las yentes cristianas,

ascóndense de mio Cid ca no l’osan decir nada.
 (...)
Cantar de mio Cid, vv. 1-30.
- Datos: Q5643492